# Alcina Leite Pindahíba
Alcina Leite Pindahíba ou Alcina Carolina Leite  (Atalaia, 1854 —1939) foi uma educadora e poetisa brasileira.

## Vida
Nascida em Atalaia, munício do Alagoas, formou-se na Escola Normal de Alagoas. Aos 19 anos, em 23 de outubro de 1873, Alcina começou a lecionar numa escola do município de Coqueiro Seco voltada para alunas do sexo feminino. Quase 19 anos depois, em 1892, ela foi nomeada professora do ensino médio da Escola Modelo de Maceió, desta vez voltada para alunos do sexo masculino.
Desde a época da escola, Alcina escrevia versos e sonetos que foram divulgados pela imprensa, chegando a publicar um livro de poesias chamado Campesinas.
Sendo o ambiente intelectual da época muito contrário a publicações femininas, tais divulgações só foram possível pois seu irmão, António Leite Pindahíba, era engajado na imprensa alagoense. Dessa forma, Alcina encontrou espaço para suas publicações em jornais como O Liberal, Diário da Manhã e Gutenberg. Ao lado de Maria Lucia Romariz, também professora e escritora, ambas foram "pioneiras em colaborar para um lugar social a partir do qual a figura feminina brasileira se beneficiou ao longo do século XX".

## Obra
- Campesinas

## Morte
Alcina morreu no ano de 1939, em Coqueiro Seco, Alagoas.